# مانفريد مولر
مانفريد مولر (بالألمانية: Manfred Müller)‏ (28 يوليو 1947 إسن ألمانيا - ) هو لاعب كرة قدم ألماني يلعب كحارس مرمى.

## روابط خارجية
- مانفريد مولر على موقع قاعدة بيانات كرة القدم.إي يو (الإنجليزية)
- مانفريد مولر على موقع بيانات كرة القدم. دي إي (الألمانية)
- مانفريد مولر على موقع عالم كرة القدم.نت (الإنجليزية)